# أحمد آدم
أحمد آدم (18 مايو 1958 -)، ممثل مصري.

## عن حياته
ولد في حي أبو سليمان بالإسكندرية، حصل على بكالوريوس تجارة في جامعة الإسكندرية، بدايته كانت من خلال مسرح الطفل في قصر ثقافة الحرية بالإسكندرية وتدرج إلى مرحلة النضج وشارك في مسرحيات مأخوذة عن روايات الجامعة في أدوار الكوميديا حيث كان يقوم بتقليد النجوم، وقد اشتهر بعد ذلك من برنامج «سر الأرض » بشخصية القرموطي، اكتشفه الفنان محمد صبحي حيث قدمه في مسرحيات إنت حر والهمجي
والمهزوز وغيرها، استطاع أن يؤدى دور البطولة في أفلام كوميدية، وغير كوميدية، وأثبت أنه يمكن أن يؤدي كافة الأدوار، مثل دور الممثل في فيلم شجيع السيما، ودوره في الرجل الأبيض المتوسط.

## أعماله

### في التلفزيون
- ع الاصل دور.
- سنبل بعد المليون.
- النوة.
- صباح الورد.
- جوازة ناقصاها شاهد - تمثيلية.
- أحلام كو.
- حياة الجوهري.
- تليفزيون في بيتي.
- سر الأرض.
- القرموطي في مهمة رسمية.
- حياتي أنت.
- الفوريجي.

### من الأفلام
- جواز عالموضة.
- العبقري خمسة.
- الأستاذ.
- الهروب.
- يا مهلبية يا.
- شحاذون ونبلاء.
- هارب من التجنيد.
- شحاتين ونبلاء:1991
- إنذار بالطاعة.
- المنسي.
- مجانينو.
- ضحك ولعب وجد وحب.
- إشارة مرور.
- يا تحب يا تقب.
- حنحب ونقب.
- صمت الخرفان.
- استقالة ضابط شرطة.
- سمكة وأربع قروش.
- ولا في النية أبقى.
- تحت الربع بجنيه وربع.
- لا مؤاخذة يا دعبس.
- شجيع السيما.
- الرجل الأبيض المتوسط.
- هو فيه إيه ؟ !.
- فيلم هندي.
- معلش إحنا بنتبهدل.
- صباحو كدب.
- شعبان الفارس.
- القرموطي في ارض النار.
- قرمط بيتمرمط
- صابر وراضي.
- تاني تاني

### من المسرحيات
- ناس لها بخت.
- وراء كل مجنون امرأة.
- إنت حر.
- الهمجي.
- المهزوز.
- البلدوزر.
- القشاش.
- خد الفلوس واجري.
- عائلة عصرية جدا.
- الثعلب في الملعب.
- عطية الأرهابية.
- نشنت يا ناصح.
- فيما يبدو سرقوا عبده.
- باحبك يا مجرم.
- العصمة في إيد حماتي.
- حودة كرامة.
- ربنا يخلي جمعة.
- برهومة وكلاه البارومة.

### البرامج
- بني آدم شو - 8أجزاء.

## روابط خارجية
- أحمد آدم على موقع IMDb (الإنجليزية)
- أحمد آدم على موقع الدهليز
- أحمد آدم على موقع قاعدة بيانات الأفلام العربية
- أحمد آدم على موقع قاعدة بيانات الفيلم (الإنجليزية)
- أحمد آدم على موقع ليتربوكسد (الإنجليزية)